# Ivonne Schwarz

Ivonne Schwarz (2022)

Ivonne Schwarz (* 1978 in Rostock, Deutsche Demokratische Republik) ist eine deutsche Schauspielerin.

## Leben
Ivonne Schwarz schloss ihr Studium der Demographie an der Universität Rostock und dem Max-Planck-Institut für demographische Forschung Rostock im Jahr 2006 mit dem Diplom ab. Nach einigen Jahren als selbstständige Unternehmerin im Bereich der empirischen Sozialforschung in Mecklenburg-Vorpommern und Berlin kehrte sie der Dienstleistungsbranche den Rücken und widmete sich wieder zunehmend der Schauspielerei. Schwarz lernte am Europäischen Theaterinstitut für Schauspiel, an der Starter Film- und Schauspielschule sowie bei verschiedenen Schauspiel Coaches, wie Jens Roth und Liz Hencke.
Sie war seitdem an verschiedenen Berliner Theaterhäusern zu Gast, u. a. an der Staatsoper Unter den Linden, der Wolfsbühne, Zilles Stubentheater und dem Theater im Kino.
Seit 1999 ist sie auch Mitglied des Kabaretts ROhrSTOCK e. V., mit dem sie lange Zeit lokal und deutschlandweit auftrat.
Im Fernsehen war sie in kleineren Rollen u. a. in den Daily Soaps Gute Zeiten, schlechte Zeiten und Alles oder Nichts zu sehen. Weitere Auftritte folgten in der satirischen Serie des Browser Balletts. 2019/20 spielte sie im Spielfilm Konnie&Rudi (Regie: Martina Schöne-Radunski) mit. Noch im selben Jahr stand sie für den Spielfilm Nahschuss (Regie: Franziska Stünkel) an der Seite von Lars Eidinger und Luise Heyer vor der Kamera.
Am 1. Oktober 2022 erfolgte am Kammertheater Der Kleine Bühnenboden die Uraufführung des Stücks Das Hotelzimmer nach dem gleichnamigen Spielfilm von Rudi Gaul. Ivonne Schwarz verkörpert in der Inszenierung die Rolle der Agnes Lehner. Regie führt Felix J. Mohr.
Sie ist Gründungsmitglied, Schauspielerin und Regisseurin der freien Berliner Theatergruppe Die Fruchtfliegen. Seit 2021 ist die Gruppe mit dem Stück Zur dicken Wachtel oder Wie man Männer mordet auf Berliner Bühnen zu sehen, in dem Schwarz die dicke Wachtel spielt.

## Filmographie (Auswahl)
- 2024: Notruf (Fernsehserie, eine Folge)
- 2021: Browser Ballett – Satire in Serie
- 2020: Nahschuss
- 2019: Bohemian Browser Ballett (Webkanal)
- 2019: Gute Zeiten, schlechte Zeiten
- 2018: jerks.
- 2018: Alles oder Nichts

## Theater
- 2023 Komische Oper Berlin Das Floß der Medusa Regie: Tobias Kratzer
- 2023 Kammertheater Der Kleine Bühnenboden Münster: Das Hotelzimmer (Wiederaufnahme)
- 2023 Zilles Stubentheater Köpenick: Zur dicken Wachtel oder wie man Männer mordet
- 2023 Theater im Kino (TiK) Wassermelonen für Napoleon
- 2022 Kammertheater Der Kleine Bühnenboden Münster: Das Hotelzimmer (Uraufführung)
- 2022 Zilles Stubentheater Köpenick: Zur dicken Wachtel oder wie man Männer mordet
- 2022 Staatsoper unter den Linden: Der Rosenkavalier (Wiederaufnahme)
- 2021 Zilles Stubentheater Köpenick: Zur dicken Wachtel oder wie man Männer mordet
- 2020–2021 Theater im Kino Berlin: Zur dicken Wachtel oder wie man Männer mordet
- 2020 Staatsoper unter den Linden: Violetter Schnee (Wiederaufnahme)
- 2020 Staatsoper unter den Linden; rbb/rbbKutur: Carmen
- 2019 Staatsoper unter den Linden: Der Rosenkavalier
- 2018–2019 Staatsoper unter den Linden: Violetter Schnee (Uraufführung)
- 2018 Theater an der Parkaue: Der Nussknacker
- 2014 Wolfsbühne: Inszenierung auf der Cuvrybrache Berlin
- seit 1999 ROhrSTOCK